# Keystone-Loening Commuter
El Keystone-Loening K-84 Commuter fue un biplano monomotor anfibio de cabina cerrada y 4 plazas construido por la Keystone-Loening.

## Diseño y desarrollo
Estaba equipado con un motor Wright J6 de 300 hp montado entre las alas, con la hélice justo delante del parabrisas. Fue producido por primera vez en 1929, bajo la denominación de Loening C-6 Commuter (antes de la fusión con Keystone). Las características principales eran: alas recubiertas de tela, reducción de soportes a un solo vano, casco de canoa metálico con forma de caja (que contenía las cabinas del piloto y pasajeros, ambas cerradas), y plano de cola cruciforme. De las 31 unidades producidas del avión, se realizó una conversión a biplaza con motor Wright R-975 de 365 hp. En 1930 se realizó otra conversión con motor Pratt & Whitney Wasp Junior de 330 hp, denominada K-84W (manteniendo las cuatro plazas).

## Supervivientes
El Keystone-Loening K-84 (NC-63K, c/n 305) Kruzof se encuentra actualmente en el Golden Wings Flying Museum de Greg Herrick en Minneapolis, Minnesota. Los componentes alares están en restauración, con el fuselaje a la espera. Un segundo K-84 (N374V c/n 313) The Old Patches, está en el Alaska Aviation Heritage Museum, en Anchorage, Alaska, y también está en restauración.  

## Memorabilia
Este avión fue presentado como maqueta por Texaco, el número 8 en la serie "Wings of Texaco" de aviones históricos utilizados por la empresa.

## Variantes
Loening C-6 Commuter
Designación inicial de Loening.
K-84
Hidrocanoa anfibio de cuatro plazas, motor Wright J6, 31 construidos.
K-84W
Versión con motor Pratt & Whitney Wasp Junior, 1 convertido.

## Especificaciones (K-84)
Referencia datos: American airplanes: Keystone

### Características generales
- Tripulación: Uno.
- Capacidad: 3 pasajeros/554 kg
- Longitud: 10,1 m
- Envergadura: 11 m
- Altura: 4,3 m con el tren extendido, 4 m sobre el agua
- Superficie alar: 40,6 m²
- Peso vacío: 1324,5 kg
- Peso útil: 557,9 kg
- Peso máximo al despegue: 1882,4 kg
- Planta motriz: 1× motor radial de 9 cilindros refrigerado por aire Wright J6.
  - Potencia: 223 kW (300 hp)

### Rendimiento
- Velocidad nunca excedida (Vne): 180,2 km/h
- Velocidad crucero (Vc): 144,8 km/h
- Alcance: 643,7 km
- Techo de vuelo: 3657,6 m (12000 pies)
- Régimen de ascenso: 850 pies/min